# 유한체적법
유한체적법(有限體積法, finite volume method, FVM)은 편미분방정식을 어떤 영역에 대해 적분하거나 평균내어 푸는 방법이다.

## 같이 보기
- 유한요소법